# Museu do Escravo
O Museu do Escravo é uma instituição localizada em Belo Vale, cidade do interior do estado de Minas Gerais, no Vale do Paraopeba, a 86 km de Belo Horizonte. O museu foi criado em 10 de abril de 1977, através da lei municipal n. 501/75 e é administrado pela Prefeitura Municipal de Belo Vale. Em comemoração dos cem anos da abolição da escravatura no Brasil em 13 de maio de 1988, o museu foi transferido de seu local original (fazenda Boa Esperança) para um prédio, cujo estilo colonial lembra as construções mineiras do século XVIII, que foi construído para servir de sede ao museu. Hoje a instituição é um dos pontos de passagem do cortejo da Congada, realizada todos os anos em outubro.
Esse museu é o mais completo do gênero na América Latina, além de ser o único do Brasil construído inteiramente para se dedicar à escravidão. Essa instituição museológica retrata a história dos escravos africanos e indígenas no Brasil através de instrumentos de castigo, instrumentos de trabalho, objetos do filme Zumbi - Quilombo dos Palmares, um túmulo que abriga ossos de um escravo sem identificação e obras de arte sacra, além da grande quantidade de peças, como utensílios domésticos antigos, pratarias e documentos do período da abolição da escravidão. Esse acervo contém quase 4 mil objetos antigos.
O museu tem toda uma estrutura que representa grandemente o tema. O casarão possui 6 cômodos e faz alusão à Casa-Grande, nos fundos há uma construção em formato de U que faz o papel da senzala e além de abrigar a reprodução do pelourinho, no local também há a estátua de um negro acorrentado em um tronco.

## História
A iniciativa de fundar o Museu do Escravo partiu do padre belo-valense Luciano Jacques Penido, considerado o fundador e mentor da instituição. Luciano construiu o museu com o objetivo de dar maior relevo à sua cidade e mostrar que a igreja não foi omissa em relação à questão dos escravos. O mesmo obteve sucesso ao conseguir o grande espaço do terreno para poder realizar a construção do prédio no centro do município. Ele foi construído atrás da igreja central de São Gonçalo da Ponte, de 1764.
Após isso, o acervo do local começou a se tornar completo através do então administrador da basílica Senhor do Bom Jesus, em Congonhas, que por meio de doações foi abastecendo o museu com antiguidades.

## Revitalização do espaço
O espaço passou por um processo de requalificação arquitetônica e restauração museológica em 2016. A requalificação que visou tornar melhor a parte da estrutura do museu e inserir reflexões contemporâneas acerca do tema escravidão foi realizada por professores da Universidade Federal de Minas Gerais (UFMG), que tiveram suas atenções atraídas devido à importância histórica do local. Tal iniciativa foi coordenada por José Eustáquio Machado e foi parte da ação de compensação ambiental do Grupo Gerdau, atuante na região.
O museu não fechou suas portas para as reformas serem realizadas e por isso houve um grande desafio no processo, o que tornou a mudança mais lenta e delicada, mas conforme as visitas ao museu aumentaram, também surgiu a ideia de manter a interação com o público, especialmente com a comunidade negra da região.
Entre algumas ações realizadas está: para a catalogação do acervo foi criado um banco de dados, além de um inventário. As peças também foram contabilizadas. Além disso, houve a realização de obras emergenciais bancadas pela prefeitura do município. Estimou-se que cerca de 250 mil reais foram gastos com a revitalização da instituição, de suas paredes e de seu telhado, ambos apresentando infiltrações.